# Gipskarstgebiet bei Bad Sachsa

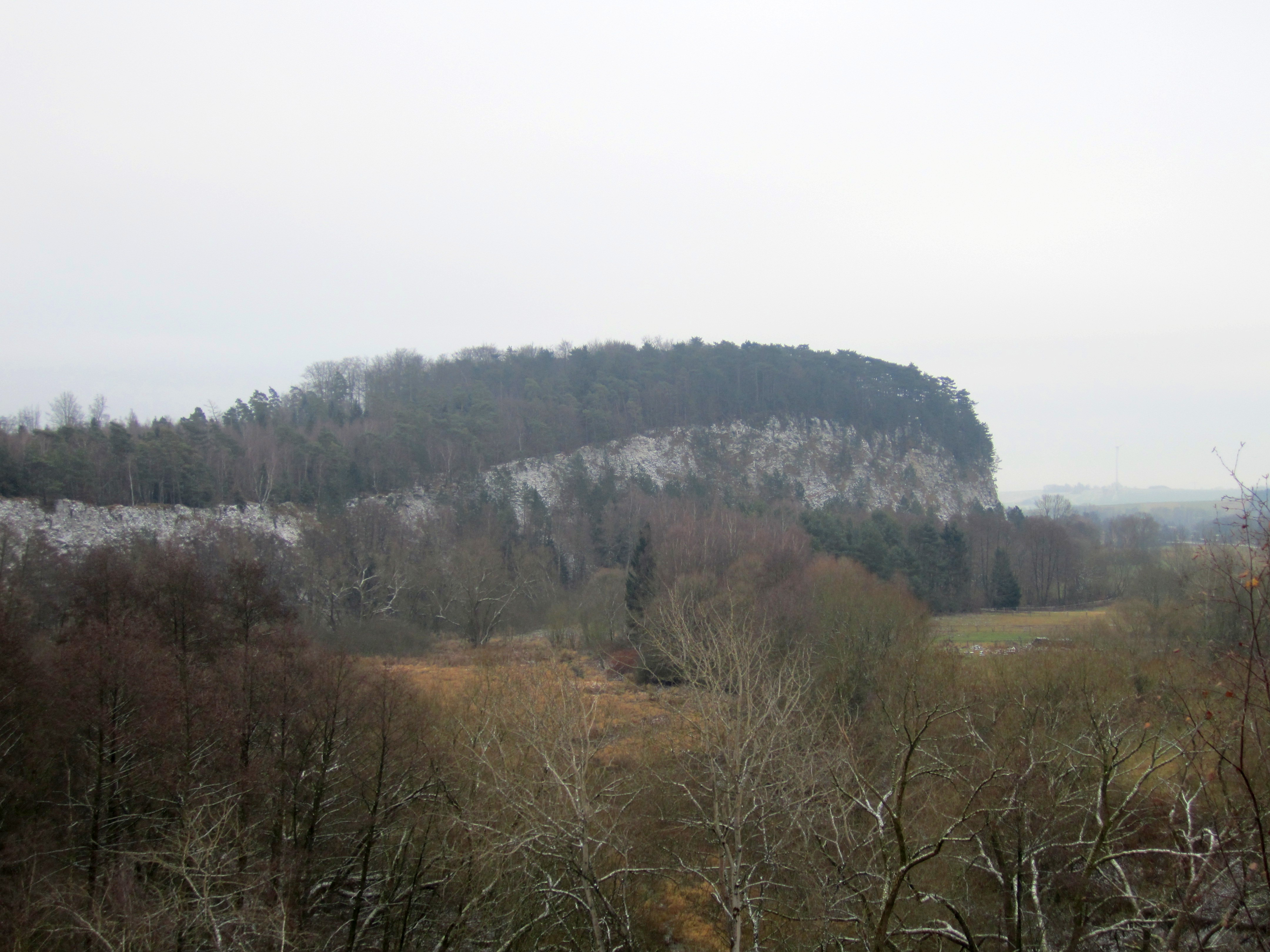
Sachsenstein

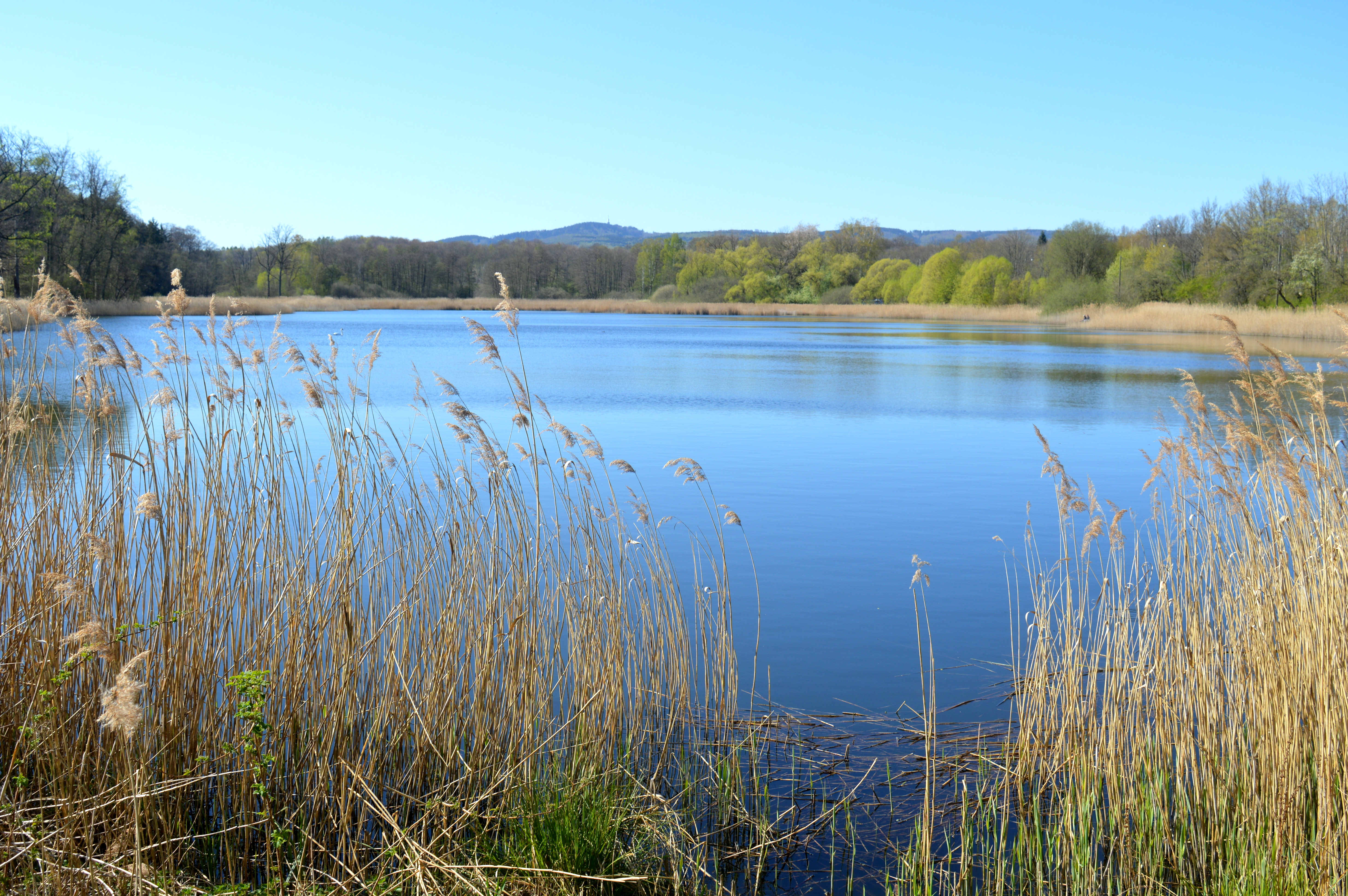
Andreasteich, Walkenrieder Klosterteiche

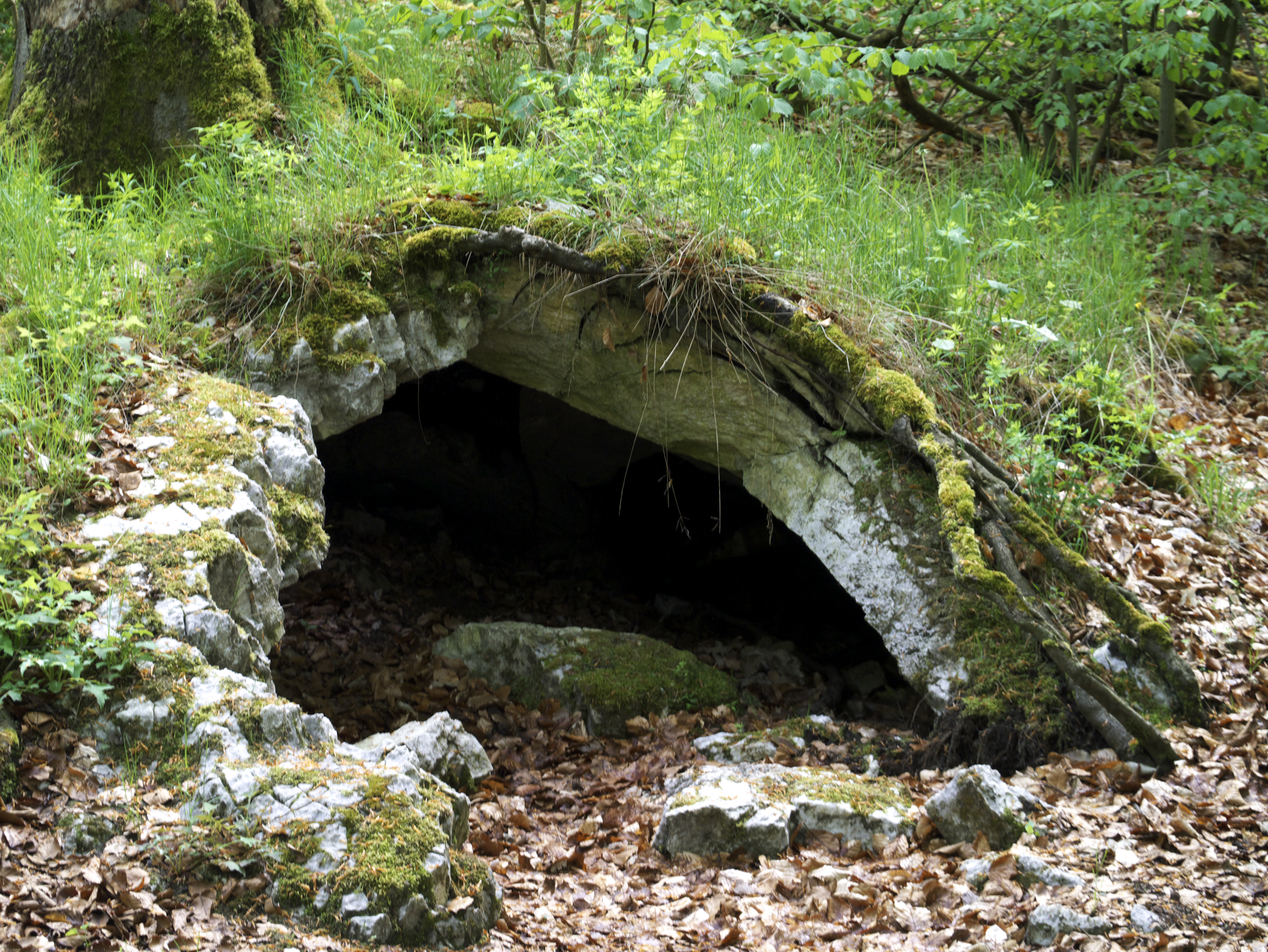
Zwergenloch am Sachsenstein

Das Gipskarstgebiet bei Bad Sachsa ist ein Naturschutzgebiet in den niedersächsischen Städten Bad Sachsa und Bad Lauterberg im Harz, der Gemeinde Walkenried und dem gemeindefreien Gebiet Harz im Landkreis Göttingen.

## Allgemeines
Das Gebiet mit dem Kennzeichen NSG BR 177 ist circa 1546 Hektar groß. Es umfasst das rund 1495 Hektar große, gleichnamige FFH-Gebiet. In dem Naturschutzgebiet gingen die bisherigen Naturschutzgebiete „Gipskarstlandschaft Bad Sachsa und Walkenried“, „Itelteich“, „Juliushütte“, „Priorteich/Sachsenstein“, „Steingrabental – Mackenröder Wald“ und „Weißensee und Steinatal“ sowie die Naturdenkmäler „Kleine Trogsteinschwinde bei Tettenborn Kolonie“, „Pfaffenholzschwinde“ und „Römerstein bei Nüxei“ auf. Kleinflächig gingen Teile des Landschaftsschutzgebietes „Harz“ im Naturschutzgebiet auf, das vielfach an das Landschaftsschutzgebiet grenzt bzw. von diesem umgeben ist. Südlich von Bad Sachsa liegen Teile des Naturschutzgebietes im Grünen Band Eichsfeld-Werratal im thüringisch-niedersächsischen Grenzgebiet. Das Gebiet steht seit dem 26. Februar 2021 unter Naturschutz. Zuständige untere Naturschutzbehörde ist der Landkreis Göttingen.

## Beschreibung
Das aus mehreren Teilflächen bestehende Naturschutzgebiet liegt bei Bad Sachsa im Süden des Naturparks Harz. Es stellt einen Ausschnitt der Gipskarstlandschaft des Südharzer Zechsteingürtels mit seiner gipskarsttypischen Landschaftsausprägung, darunter Gipsfelsen, Erdfälle, Höhlen, Karrenfelder, Bachschwinden und Poljen, unter Schutz. Von besonderer Bedeutung sind beispielsweise die Himmelreichhöhle bei Walkenried als besonders große Höhle im Gipsmassiv zwischen Itelteich und Pontelteich, das Weingartenloch und die Trogsteinhöhle bei Steina, der Sachsenstein bei Bad Sachsa als größte Gipsfelswand Mitteleuropas, die Dolomitfelsen des etwa zwischen Steina und Tettenborn liegenden Römersteins als freiliegendes Zechsteinriff, die etwas südöstlich liegende Fitzmühle, eine Gipssteilwand, an der ein Höhlenbach austritt, der im weiteren Verlauf durch ein Blindtal fließt, an dessen Ende sich der Nixsee befindet, eine Polje mit einer Schwinde, oder die Gipsklippen des Rösebergs bei Walkenried. Weiterhin sind auch aufgelassene Gipssteinbrüche mit ihren Gipsschuttfluren als Sekundärbiotope von Bedeutung für den Naturschutz. Im Naturschutzgebiet sind eine Vielzahl von Biotopkomplexen und bedeutende Restflächen historischer Kulturlandschaften zu finden. So befinden sich im Naturschutzgebiet bei Walkenried die Walkenrieder Klosterteiche und alte Hutewaldstrukturen. Mit den ehemaligen Außenlagern Ellrich-Juliushütte, Nüxei und Osterhagen des Konzentrationslagers Mittelbau-Dora und dem nordwestlichen Abschnitt der ehemaligen Helmetalbahn liegen auch geschichtlich bedeutsame Orte im Naturschutzgebiet.
Das Naturschutzgebiet wird mehrfach von Verkehrswegen gequert. So queren unter anderem südwestlich von Bad Sachsa die Bundesstraße 243 sowie östlich von Bad Sachsa die Landesstraße 604 und bei Walkenried die Landesstraße 603 und die Kreisstraße 424 das Naturschutzgebiet. Über die Bundesstraße 243 wurde eine Grünbrücke gebaut, um die nördlich und südlich der Bundesstraße liegenden Teile des Naturschutzgebietes miteinander zu vernetzen. Weiterhin verlaufen Abschnitte der Südharzstrecke durch das Naturschutzgebiet. Der Karstwanderweg Südharz verläuft durch Teile des Naturschutzgebietes.

## Flora und Fauna
Das Naturschutzgebiet wird großflächig von Buchenwäldern geprägt, in denen Schluchtwälder, Höhlen, Erdfälle, Felsen und andere Karststrukturen zu finden sind. Außerdem stocken im Naturschutzgebiet Eichen- und Eichen-Hainbuchenwälder. Teilweise sind Kalktrockenrasen ausgebildet. Weiterhin sind unterschiedlich ausgeprägte Grünländer sowie Teiche und Fließgewässer zu finden. Die Teiche sind überwiegend naturnah und vielfach von Verlandungszonen mit Sümpfen sowie Erlenbruch- und Sumpfwäldern umgeben. In den Talauen sind Feucht- und Nasswiesen, Hochstaudenfluren und Erlen-Eschen-Auwälder ausgebildet.
Die Buchenwälder sind als Hainsimsen-, Waldmeister- oder Orchideen-Kalk-Buchenwälder ausgebildet. Neben der dominierenden Rotbuche stocken je nach Standort Traubeneiche, Stieleiche und Eberesche, Esche und Bergahorn. In der Krautschicht siedeln je nach Ausprägung der Buchenwälder unter anderem Waldreitgras, Drahtschmiele, Weißliche Hainsimse und Zweiblättrige Schattenblume, Haselwurz, Mandelblättrige Wolfsmilch, Leberblümchen, Waldgerste und Waldbingelkraut bzw. Fingersegge, Weißes Waldvöglein, Echter Seidelbast und Schwalbenwurz. Östlich des Weißensees stockt ein Seggen-Buchenwald mit Vorkommen der Eibe und Elsbeere. Die Eiben sind als letztes autochthones Vorkommen in der Gipskarstlandschaft im Südharz eine Besonderheit.
Die Schluchtwälder werden in erster Linie von Esche, Bergahorn, Bergulme und Sommerlinde gebildet. In der Krautschicht siedeln beispielsweise Echter Wurmfarn und Ausdauerndes Silberblatt.
Die Eichen- und Eichen-Hainbuchenwälder im Naturschutzgebiet stocken vielfach auf feuchten Standorten. Sie werden unter anderem von Hainbuche und Stieleiche gebildet. In der Krautschicht siedeln unter anderem Rasenschmiele, Vierblättrige Einbeere und Hohe Schlüsselblume.
Als weitere Waldgesellschaften sind Sumpf-, Bruch- und Auwälder zu finden. Sie werden insbesondere von Schwarzerle, Esche, Bruchweide und Silberweide gebildet. In den Krautschichten siedeln auf vermoorten Standorten beispielsweise Schmalblättriges Wollgras und Gewöhnliches Pfeifengras. Die Krautschicht der Auwälder wird unter anderem von Bitterem Schaumkraut, Winkelsegge, Bachnelkenwurz, Hainsternmiere und Kleinem Baldrian gebildet. Die Wälder im Naturschutzgebiet verfügen über einen hohen Alt- und Totholzanteil.
Auf Kalkfelsen, die je nach Standort feucht-kühl bis trocken-warm ausgeprägt sind, siedeln unter anderem Mauerraute, Braunstieliger Streifenfarn, Zerbrechlicher Blasenfarn und Kriechendes Gipskraut, auf Kalkschutthalden sind unter anderem Kalkblaugras, Stinkender Storchschnabel, Ruprechtsfarn und Kriechendes Gipskraut zu finden. Auf Trockenrasen siedeln unter anderem Gewöhnlicher Wundklee, Gewöhnlicher Hornklee, Mittleres Zittergras, Gewöhnlicher Glatthafer, Braunrote Stendelwurz, Mückenhändelwurz, Gewöhnlicher Fransenenzian, Deutscher Fransenenzian, Weidenblättriger Alant, Dornige Hauhechel, Schopfige Kreuzblume, Zypressenwolfsmilch, Kleiner Wiesenknopf, Fiederzwenke, Blaugrüne Segge und Kalkblaugras. Trocken- und Halbtrockenrasen sind unter anderem auch in aufgelassenen Gipssteinbrüchen ausgebildet. Sie werden nach der Aufgabe der Nutzung vielfach ihrer natürlichen Entwicklung überlassen oder teilweise renaturiert. So entstehen wertvolle Sekundärbiotope mit Steilwänden, Abbruchkanten, Abraumhalden und Senken. Durch Sukzession ist eine zunehmende Verbuschung und spätere Bewaldung der Flächen zu erwarten.
Die Grünländer sind als magere Flachland-Mähwiesen unter anderem mit Wiesenstorchschnabel und Goldhafer, artenreiche Borstgrasrasen unter anderem mit Pillensegge, Heidenelke, Bergplatterbse, Gewöhnlichem Kreuzblümchen und Blutwurz und Pfeifengraswiesen unter anderem mit Echter Betonie, Gewöhnlichem Teufelsabbiss, Kümmelblättriger Silge und Hirsesegge ausgebildet. In die teilweise durch Hecken gegliederte Grünländer sind stellenweise Gehölze wie Gebüsche oder Baumgruppen eingestreut. Außerdem sind Seggenriede und Staudenfluren zu finden. Die Grünländer werden vielfach als Mähwiese oder Extensivweide genutzt.
In den Stillgewässern sind unter anderem Zwergbinsenvegetation, beispielsweise mit Eiförmiger Sumpfbinse, Laichkraut- oder Froschbissgesellschaften mit verschiedenen Laichkräutern wie beispielsweise dem Krausen Laichkraut, Verkanntem Wasserschlauch, Wasserpest sowie Armleuchteralgen wie die Vielstachelige Armleuchteralge ausgebildet. Weiterhin kommen unter anderem Gelbe Teichrose und Weiße Seerose vor. In den Ufer- und Verlandungszonen siedeln beispielsweise Herzblättriges Hechtkraut und Froschlöffel. In den Verlandungszonen sind außerdem Röhrichte mit Schilfrohr und Breitblättrigem Rohrkolben ausgebildet. Weiterhin sind hier Hochstaudenfluren mit Echter Zaunwinde, Wasserminze, Wasserdost, Mädesüß, Schlangenknöterich, Waldstorchschnabel, Gewöhnlichem Gilbweiderich, Gewöhnlichem Blutweiderich und Sumpfschwertlilie ausgebildet. In Erdfällen, Dolinen und Poljen sind temporäre Karstseen mit wechselnden Wasserständen zu finden.
Das Naturschutzgebiet ist mit seinen weiteren Biotopen Lebensraum unter anderem für Luchs, Wildkatze, Gartenschläfer, Biber und verschiedene Fledermäuse, die artenreich vertreten sind. Sie profitieren insbesondere auch von den Höhlen und Stollen als Winter- und Schwärmquartiere. So kommen hier Mopsfledermaus, Bechsteinfledermaus, Großes Mausohr, Braunes Langohr, Fransenfledermaus, Große und Kleine Bartfledermaus, Nymphenfledermaus, Wasserfledermaus, Breitflügelfledermaus, Großer und Kleiner Abendsegler, Rauhautfledermaus und Zwergfledermaus vor. Vögel sind beispielsweise durch Uhu und die Spechtarten Schwarzspecht, Grauspecht, Mittelspecht und Kleinspecht vertreten. Auch der Schwarzstorch ist im Naturschutzgebiet heimisch. Er findet beispielsweise im Mackenröder Forst im Westen des Naturschutzgebietes einen geeigneten Lebensraum. Entlang der Gewässer sind unter anderem Wasseramsel und Eisvogel zu finden, die Teiche beherbergen unter anderem verschiedene Wasservögel, die Schilfröhrichte sind Lebensraum unter anderem für Schilf- und Teichrohrsänger.
Das Naturschutzgebiet beherbergt eine Vielzahl zum Teil hochgradig gefährdeter Tagfalterarten. Diese finden insbesondere in aufgelassenen Steinbrüchen wertvolle Lebensräume. So kommen hier unter anderem Schwalbenschwanz, Senfweißling, Goldene Acht, Mauerfuchs, Grüner Zipfelfalter, Geißkleebläuling, Kleiner Sonnenröschenbläuling, Hauhechelbläuling und Zwergbläuling vor, aber auch verschiedene Nachtfalterarten wie Jakobskrautbär, Rotrandbär, Sechsfleck-Widderchen und Esparsetten-Widderchen. Weiterhin bieten aufgelassene Steinbrüche verschiedenen Heuschrecken, Käferarten und Sandwespen sowie Reptilien wie der Zauneidechse einen Lebensraum. In den Fließgewässern sind beispielsweise Groppe und Bachneunauge heimisch, die Stillgewässer beherbergen unter anderem den Kammmolch. In den ehemaligen Fischteichen des Klosters Walkenried, zu denen neben den zahlreichen Teichen bei Walkenried auch die Kranichteiche bei Neuhof gehören, sind unter anderem Aal, Forelle, Hecht, Karpfen, Schleie, Karausche, Flussbarsch, Rotfeder, Zander und Schlammpeitzger heimisch.